# Georg Misch
Pour les articles homonymes, voir Misch.
Georg Misch (5 avril 1878, Berlin – 10 juin 1965, Göttingen) est un historien et philosophe allemand.
Georg Misch est un auteur d’une monumentale histoire de l’histoire de l’autobiographie   et met en œuvre les idées de Wilhelm Dilthey.

## Biographie
Misch fut un étudiant de Wilhelm Dilthey ainsi que son gendre. Misch a tenté de développer davantage l'herméneutique de la  philosophie de la vie de la pensée de Dilthey, en particulier par rapport à l'étude de la logique,  de la philosophie comparée et de l'autobiographie. Misch a édité un certain nombre de volumes des œuvres de Dilthey. Misch a conclu ses études avec Dilthey à Berlin en 1900. Il a travaillé en tant que professeur à  l'université de Marbourg et de Göttingen avant de se retirer sous la pression du gouvernement national-socialiste en 1935. Il est parti en exil au Royaume-Uni, où il vécut de 1939 à 1946. Misch est retourné à Göttingen en 1946 et il  y a travaillé jusqu'à sa mort en 1965. Ses étudiants comprennent Otto Friedrich Bollnow (de) et Josef König.

## Liste des œuvres principales
- Geschichte der Autobiographie

Das Gesamtwerk umfasst 4 Bände in 8 Halbbänden und ist seit 1985 beim Verlag Klostermann, Frankfurt a. M.
- Band I: Das Altertum. Verlag Teubner, Leipzig und Berlin 1907, 2. Auflage. 1931

3., stark vermehrte Auflage in 2 Teilbänden:
Erste Hälfte. Francke Verlag, Bern und München 1949, 4. Auflage. Verlag Schulte-Bulmke, Frankfurt a. M. 1976
Zweite Hälfte. Verlag Schulte-Bulmke, Frankfurt a. M. 1950, 4. Auflage. 1974
- Band II: Das Mittelalter: Die Frühzeit

Erste Hälfte. Verlag Schulte-Bulmke, Frankfurt a. M. 1955, 2. Auflage. 1969, 3. Auflage. 1988 bei Klostermann
Zweite Hälfte. Verlag Schulte-Bulmke, Frankfurt a. M. 1955, 2. Auflage. 1970, 3. Auflage. 1992 bei Klostermann
- Band III: Das Mittelalter: Das Hochmittelalter im Anfang

Erste Hälfte. Verlag Schulte-Bulmke, Frankfurt a. M. 1959, 2. Auflage. 1976, 3. Auflage. 1998 bei Klostermann
Zweite Hälfte. Verlag Schulte-Bulmke, Frankfurt a. M. 1962, 2. Auflage. 1979
- Band IV:

Erste Hälfte: Das Hochmittelalter in der Vollendung. Aus dem Nachlaß hrsg. v. Leo Delfoss. Verlag Schulte-Bulmke, Frankfurt a. M. 1967
Zweite Hälfte: Von der Renaissance zu den Autobiographischen Hauptwerken des 18. und 19. Jahrhunderts. Aus dem Nachlass hrsg. in der Bearbeitung von Bernd Neumann. Verlag Schulte-Bulmke, Frankfurt a. M. 1969
- Der Weg in die Philosophie. Teubner Verlag, Berlin 1926, 2., stark erweiterte Auflage Francke Verlag, Bern und Verlag Lehnen, München 1950
- Lebensphilosophie und Phänomenologie. Eine Auseinandersetzung der Diltheyschen Richtung mit Heidegger und Husserl. F. Cohen Verlag, Bonn 1930, 2. Auflage. Teubner Verlag, Leipzig und Berlin 1931, 3. Auflage. Teubner Verlag, Stuttgart 1967.
- Vom Lebens- und Gedankenkreis Wilhelm Diltheys. Verlag Schulte-Bulmke, Frankfurt a. M. 1947
- Der Aufbau der Logik auf dem Boden der Philosophie des Lebens. Göttinger Vorlesungen über Logik und Einleitung in die Theorie des Wissens. Aus dem Nachlass hrsg. von Gudrun Kühne-Bertram und Frithjof Rodi (de). Verlag Karl Alber, Freiburg/ München 1994  (ISBN 3-495-47777-2).